# Hardcore Heaven 1997
Hardcore Heaven 1997 è stato un pay-per-view di wrestling prodotto dalla Extreme Championship Wrestling. Si svolse il 17 agosto 1997 al War Memorial Auditorium di Fort Lauderdale, Florida.

## Risultati
| Risultato | Stipulazione                                                   | Durata |
| --- | -------------------------------------------------------------- | ------ |
| Taz (c) sconfisse Chris Candido (con Rick Rude) | Single match per l'ECW World Television Championship           | 10:52  |
| Bam Bam Bigelow sconfisse Spike Dudley | Single match                                                   | 5:05   |
| Rob Van Dam sconfisse Al Snow | Single match                                                   | 13:43  |
| Dudley Boyz (Buh Buh Ray e D-Von Dudley) (con Jenna Jameson, Joel Gertner, Big Dick Dudley e Sing Guy Dudley) sconfissero PG-13 (J.C Ice e Wolfie D) | Tag team match per gli ECW World Tag Team Championship         | 10:58  |
| Tommy Dreamer (con Beulah McGillicutty) sconfisse Jerry Lawler                                                                                       | Single match                                                   | 18:57  |
| Shane Douglas (con Francine) sconfisse Sabu (c) e Terry Funk                                                                                         | Three-Way Dance match per l'ECW World Heavyweight Championship | 26:37  |